# Uduba dahli
Uduba dahli is een spinnensoort uit de familie Udubidae. De soort komt voor in Madagaskar.